# 리멘트
리멘트(일본어: リーメント 리멘토[*], 영어: Re-Ment)는 일본의 쇼쿠간 및 장난감 제조업체이다.